# Беркеттсвілл (Огайо)
Беркеттсвілл (англ. Burkettsville) — селище (англ. village) в США, в округах Мерсер і Дарк штату Огайо. Населення — 272 особи (2020).

## Географія
Беркеттсвілл розташований за координатами 40°21′11″ пн. ш. 84°38′34″ зх. д. / 40.35306° пн. ш. 84.64278° зх. д. (40.352937, -84.642673).  За даними Бюро перепису населення США в 2010 році селище мало площу 0,46 км², з яких 0,45 км² — суходіл та 0,00 км² — водойми.

## Демографія
Згідно з переписом 2010 року, у селищі мешкали 244 особи в 96 домогосподарствах у складі 76 родин. Густота населення становила 532 особи/км².  Було 104 помешкання (227/км²).
Расовий склад населення:
| - 99,2 % — білих - 0,8 % — чорних або афроамериканців |

До двох чи більше рас належало 0,0 %. Частка іспаномовних становила 0,8 % від усіх жителів.
За віковим діапазоном населення розподілялося таким чином: 24,6 % — особи молодші 18 років, 58,6 % — особи у віці 18—64 років, 16,8 % — особи у віці 65 років та старші. Медіана віку мешканця становила 35,7 року. На 100 осіб жіночої статі у селищі припадало 112,2 чоловіків;  на 100 жінок у віці від 18 років та старших — 114,0 чоловіків також старших 18 років.
Середній дохід на одне домашнє господарство  становив 87 212 долари США (медіана — 52 500), а середній дохід на одну сім'ю — 105 775 доларів (медіана — 60 833). За межею бідності перебувало 1,7 % осіб, у тому числі 0,0 % дітей у віці до 18 років та 4,9 % осіб у віці 65 років та старших.
Цивільне працевлаштоване населення становило 142 особи. Основні галузі зайнятості: виробництво — 28,9 %, освіта, охорона здоров'я та соціальна допомога — 12,7 %, будівництво — 10,6 %, роздрібна торгівля — 9,2 %.